# Rijnministersconferentie

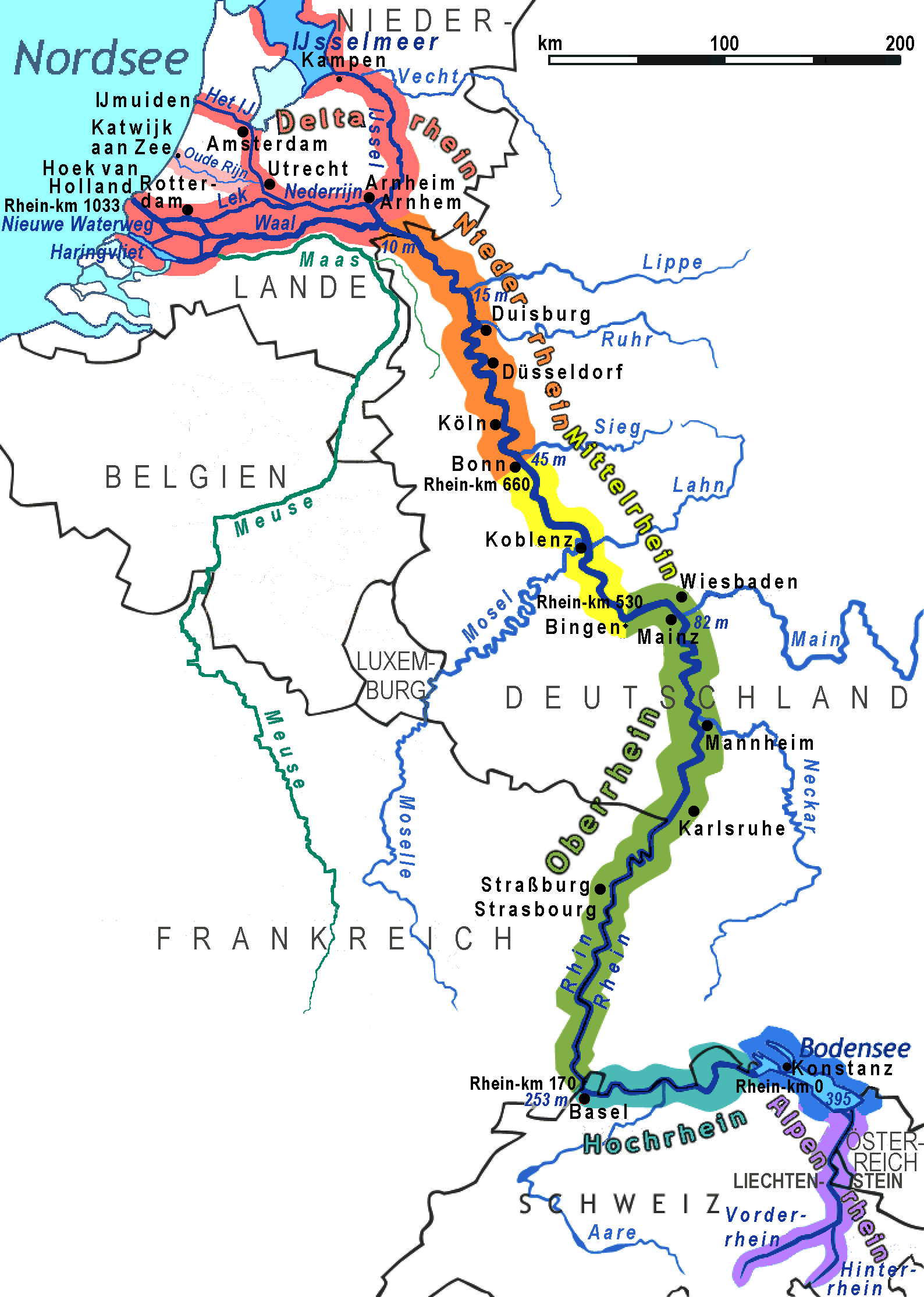
Stroomgebied van de Rijn

De Rijnministersconferentie is een conferentie van alle landen die in het stroomgebied van de rivier de Rijn liggen. De eerste conferentie, van 25 tot 28 oktober 1972 in Den Haag, werd gehouden op aandringen van Nederland.
Sinds het Rijnchemieverdrag (dat in 1999 werd vervangen door het Rijnverdrag) komen de lidstaten regelmatig samen om te bespreken wat het beste is voor de Rijn en zijn stroomgebied en omliggende flora en fauna.

## Geschiedenis
Op 29 april 1963 werd het verdrag Overeenkomst nopens de Internationale Commissie ter Bescherming van de Rijn tegen Verontreiniging getekend in Bern (Zwitserland). Hiermee werd de positie van de Rijncommissie (zoals besloten in juli 1950) versterkt en werd er aandacht besteed aan de zuiverheid van het Rijnwater. Zo werd er opgeroepen lozingen van chemische stoffen in de Rijn te staken.
In 1972 werd op Nederlands initiatief de eerste Rijnministersconferentie (de Rijncommissie bestond al sinds 1950) gehouden in Den Haag. Dit was met de intentie een regeling te treffen in verband met de chemische verontreiniging van het Rijnwater, waarbij het ging om alle chemische stoffen behalve chloriden en radioactieve stoffen.

### Rijnchemieverdrag
De ministers van de Rijnoeverstaten (Nederland, Luxemburg, Duitsland, Frankrijk, Zwitserland) kwamen overeen de Rijncommissie een lijst van stoffen op te laten stellen en een gefraseerd actieprogramma te ontwerpen dat erop moest toezien dat deze stoffen niet in het rivierwater werden geloosd, en als dat wel onoverkomelijk was, met beperkingen of in kleinere hoeveelheden. In 1973 werd een lijst samengesteld van stoffen die werden gecategoriseerd onder de kleuren zwart, grijs en beige.
Zwarte lijst
- Organische halogeenverbinding
- Organofosforverbinding
- Organotinchemieverbindingen
- Organokwikchemieverbindingen
- Cadmium en verbindingen
- Persistente minerale oliën en uit aardolie bereide persistente koolwaterstoffen.
- Stoffen waarvan is aangetoond dat zij in of via het water een kankerverwekkende werking hebben.

Grijze lijst
- Zink
- Koper
- Nikkel
- Chroom
- Lood
- Seleen
- Arseen
- Antimoon
- Molybdeen
- Titanium
- Tin
- Barium
- Beryllium
- Borium
- Uranium
- Vanadium
- Kobalt
- Thallium
- Telluur
- Zilver

Beige lijst
- Biocide
- Stoffen met een schadelijke werking op de smaak en/of geur.
- Organische siliciumverbindingen die toxisch of persistent zijn en stoffen waaruit dergelijke verbindingen in het water kunnen ontstaan, met uitzondering van die welke biologisch onschadelijk zijn of die in water snel worden omgezet in onschadelijke stoffen.
- Anorganische fosforverbindingen en elementair fosfor.
- Niet-persistente minerale oliën en uit aardolie bereide niet-persistente koolwaterstoffen.
- Cyaniden, fluoriden.
- Stoffen die ongunstig inwerken op de zuurstofbalans.

Tijdens de tweede Rijnministeeconferentie op 3 tot 5 december 1973 in Bonn (destijds West-Duitsland) werd aan het ontworpen actieprogramma gesleuteld; in grote lijnen kwam het eindresultaat overeen met het voorgedragen programma. Uiteindelijk kwamen de landen overeen dat lozingen van stoffen zoals genoemd op de lijst zoveel mogelijk moest worden verhinderd. Daarbij kwam dat het lozen van twee stoffen van de zwarte lijst, kwik en cadmium, op korte termijn moest worden ingedamd.

#### Vertraging en spanning
In aansluiting op het aannemen van het actieprogramma moest er een verdrag worden getekend. Dit liep vertraging op door de recessie tijdens de oliecrisis in 1973.
Daar komt bij dat West-Duitsland terugkrabbelde van in december 1973 gemaakte afspraken nu het doorhad dat dit gevolgen ging hebben voor de industrie langs de rivier en in bijzonder het Ruhrgebied. Dit komt doordat de stoffen op de grijze lijst niet alleen golden voor de rivier de Rijn maar ook voor het gehele stroomgebied van de Rijn. Dit had enorme gevolgen voor de Duitse chemische industrie. Ook Zwitserland steunde de kritiek van Duitsland.
De druk op het verdrag inzake chemische verontreiniging van de Rijn nam toe toen in oktober 1974 een voorstel werd ingediend om chemische verontreiniging in de gehele EEG flink te beperken.
De spanning liep zo hoog op dat ondanks bezwaren vanuit het Nederlandse parlement de derde geplande Rijnministerconferentie, van 13 tot 14 februari, niet doorging.
De diplomatie tussen Nederland en Duitsland bereikte halverwege 1975 een patstelling, doordat geen van beide partijen wilde toegeven. In deze zaak wilde Duitsland niet overgaan tot het tekenen van een beperking van de chemische verontreiniging van de Rijn totdat de EEG er een verdrag over had ondertekend (een verdrag dat de gehele EEG omvatte en over dezelfde chemicaliën ging). Nederland daarentegen wilde juist wel een aparte regeling voor de Rijn maar was niet tegen het EEG-verdrag.
Op 8 december kwamen de lidstaten van de EEG in Luxemburg overeen wat de basisprincipes moesten worden voor de op 5 mei 1976 aangenomen Richtlijn 76/464/EEG van de Raad van 4 mei 1976 betreffende de verontreiniging veroorzaakt door bepaalde gevaarlijke stoffen die in het aquatisch milieu van de Gemeenschap worden geloosd. Hierna werden de onderhandelingen voor het Rijnchemieverdrag weer hervat en een half jaar later, op 1 mei 1976, werd in Parijs tijdens de derde Rijnministerconferentie een akkoord bereikt over de inhoud van het Rijnchemieverdrag. Hierbij werd veel gekeken naar de richtlijn die de EEG op 4 mei 1976 aannam. Omdat de samenhang tussen het Rijnchemieverdrag en de EEG-richtlijn betreffende chemische verontreiniging zo groot was, werd besloten dat de EU (destijds de EEG) ook als lid van de Rijnministerconferentie werd aangewezen. Na aanpassingen die werden aangedragen vanuit verschillende lidstaten werd op 3 december 1976 in Bonn het Rijnchemieverdrag getekend.

### Rijnverdrag
Het Rijnchemieverdrag werd op 12 april 1999 vervangen door het Rijnverdrag. Dit verdrag werd ondertekend door vertegenwoordigers van alle zes leden. In dit verdrag wordt niet alleen het lozen van, en het beschermen van de rivier tegen, chemische stoffen beschreven, maar is ook vastgelegd dat de landen het waardevolle karakter van de Rijn, zijn oevers en uiterwaarden in de toekomst zullen blijven beschermen door nauwer samen te werken.
Ook is in dit verdrag vastgelegd dat de landen het behoud, de verbetering en de duurzame ontwikkeling van het ecosysteem van de Rijn bevorderen.
Sinds het Rijnchemieverdrag komen de lidstaten regelmatig samen om te bespreken wat het beste is voor de Rijn en zijn stroomgebied en omliggende flora en fauna.

## Leden
| Land          | Betrokken ministeries of instanties |
| ------------- | --- |
| Nederland     | Het ministerie van Infrastructuur en Milieu en het ministerie van Buitenlandse Zaken. |
| Luxemburg     | Het Ministère de l'Intérieur en het Ministère de L'Environnement, du Climat et du Développement durable.                                                                                                |
| Duitsland     | Het Bundesministerium für Umwelt, Naturschutz und nukleare Sicherheit het Bundesministerium für Verkehr und digitale Infrastruktur het Auswärtiges Amt en de Duitse deelstaten in het Rijnstroomgebied. |
| Frankrijk     | Het Ministère des Affaires Etrangères het Ministère de la Transition écologique et solidaire en de Agence de l'eau Rhin-Meuse.                                                                          |
| Zwitserland   | Het Eidgenössisches Departement für Umwelt, Verkehr, Energie und Kommunikation en het Eidgenössisches Departement für auswärtige Angelegenheiten                                                        |
| Europese Unie | Het Directoraat-Generaal ENV van de Europese Commissie. |

## Bijeenkomsten
| Naam                                           | Datum              | Land                                 | Plaats      |
| ---------------------------------------------- | ------------------ | ------------------------------------ | ----------- |
| Communiqué van de 1e Rijnministersconferentie  | 25-28 oktober 1972 | Nederland                            | Den Haag    |
| Communiqué van de 2e Rijnministersconferentie  | 3-5 december 1979  | Bondsrepubliek Duitsland (1949-1990) | Bonn        |
| Communiqué van de 3e Rijnministersconferentie  | 1 april 1976       | Frankrijk                            | Parijs      |
| Communiqué van de 4e Rijnministersconferentie  |                    |                                      |             |
| Communiqué van de 5e Rijnministersconferentie  |                    |                                      |             |
| Communiqué van de 6e Rijnministersconferentie  |                    |                                      |             |
| Communiqué van de 7e Rijnministersconferentie  | 19 december 1986   | Nederland                            | Rotterdam   |
| Communiqué van de 8e Rijnministersconferentie  | 1 oktober 1987     | Frankrijk                            | Straatsburg |
| Communiqué van de 9e Rijnministersconferentie  | 11 oktober 1988    | Bondsrepubliek Duitsland (1949-1990) | Bonn        |
| Communiqué van de 10e Rijnministersconferentie | 30 november 1989   | België                               | Brussel     |
| Communiqué van de 11e Rijnministersconferentie | 8 december 1994    | Zwitserland                          | Bern        |
| Communiqué van de 12e Rijnministersconferentie | 22 januari 1998    | Nederland                            | Rotterdam   |
| Communiqué van de 13e Rijnministersconferentie | 29 januari 2001    | Frankrijk                            | Straatsburg |
| Ondertekening van het ICBR verdrag             | 29 januari 2001    | Frankrijk                            | Straatsburg |
| Communiqué van de 14e Rijnministersconferentie | 18 oktober 2007    | Duitsland                            | Bonn        |
| Communiqué van de 15e Rijnministersconferentie | 28 oktober 2013    | Zwitserland                          | Basel       |
| Communiqué van de 16e Rijnministersconferentie | 13 februari 2020   | Nederland                            | Amsterdam   |